# Никорцминдская епархия
Никорцми́ндская епа́рхия (груз. ნიკორწმინდის ეპარქია) — епархия Грузинской православной церкви на территории исторической области Рача.
C востока граничит с Никозской и Цхинвальской епархией, с запада-с Цагерской и Лентехской епархией, с юга — с Кутаисской и Гаенатской епархией и Чиатурской и Сачхерской епархией, с севера — с Русской православной церковью.

## История
Никорцминдская епархия существовала до упразднения автокефалии Грузинской Церкви. В 1810 году, после упразднения Имеретинского царства, местный церковный порядок изменился. Число существовавших ранее епархий сократилось до четырёх — Кутаисской, Гелатской, Хонской, Никорцминдской. Указом российского Святейшего Синода от 19 ноября 1821 года они были объединены в одну епархию — Имеретинская с центром в Кутаиси. Управление епархией было возложено на Софрония (Цулукидзе), прежде епископа Никорцминдского.
17 сентября 1917 года на Первом соборе Грузинской православной церкви была воссоздана в том числе Никорцминдская епархии. В 1920-е — 1970-е годы у епархии не было собственного архиерея, и епархия управлялась иногда Католикосом-Патриархом всея Грузии, либо правящими архиереями соседних епархий. 13 августа 1979 года архимандрит Амвросий (Катамадзе) стал первым за несколько десятилетий епископом Никорцминдским.

## Епископы
- Шио (Авалишвили) (28 июля — 14 декабря 1978)
- Амвросий (Катамадзе) (13 августа 1979—1980)
- Христофор (Цамалаидзе) (1980—1981)
- Анания (Джапаридзе) (15 марта — 15 июня 1981)
- Амвросий (Катамадзе) (1981 — 12 мая 1992)
- Давид (Махарадзе) (24 мая — 21 декабря 1992)
- Авраам (Гармелия) (25 декабря 1992 — 14 марта 1996)
- Елисей (Джохадзе) (17 марта 1996 — 16 марта 2015)
- Вахтанг (Липартелиани) (c 1 июня 2015 года)